# Bufo viridis
Cóc xanh châu Âu, tên khoa học Bufo viridis, là một loài cóc sinh sống ở lục địa châu Âu, châu Á và Bắc Phi. Chúng sinh sống trong nhiều khu vực, bao gồm cả thảo nguyên, miền núi, bán sa mạc, và các khu vực đô thị. Chúng bao gồm ít nhất 12 dòng tiến hóa lớn, và có những biến thể màu sắc và kiểu đốm. Các đốm trên lưng của chúng thường có màu từ xanh lá cây sang màu nâu sẫm và đôi khi cũng xuất hiện. Hầu hết các con cóc có bụng màu trắng hoặc màu rất nhẹ.
Chúng ăn nhiều loại côn trùng và động vật không xương sống, chủ yếu là dế, ấu trùng tenebrio molitor, bướm nhỏ, giun đất, bướm đêm, bọ cánh cứng và sâu bướm.